# Jasienica Dolna
Jasienica Dolna (niem. Nieder Hermsdorf) – wieś w Polsce położona w województwie opolskim, w powiecie nyskim, w gminie Łambinowice na trasie linii kolejowej Opole – Nysa.

## Zabytki
Do wojewódzkiego rejestru zabytków wpisane są:
- kościół parafialny pod wezwaniem św. Marcina, z XV w., XVIII w., XX w.
- dom nr 64 (d. 68), z XIX w.
- zagroda nr 69 (d. 75), 1 poł. XIX w.:
  - dom
  - spichrz
  - brama
- dom nr 94 (d. 101), z 1810 r.:
  - ogrodzenie z bramą i furtą (nie istnieje)
- zagroda nr 103/104 (d. 109/110), XIX w.:
  - dwa domy
  - ogrodzenie z bramą i furtą
- dom nr 156, z XIX w.:
  - spichrz.

## Historia
Jasienica Dolna powstała jako małe, słowiańskie osiedle. Najstarsze zapisy jej nazwy to Lesnica, Lessenica lub Jasienica. Mieszkańcy Jasienicy mieli przyjąć chrześcijaństwo od księży z Czech przed rokiem 1000.
Jasienica Dolna od 1201 do 1810 leżała w obrębie biskupiego księstwa nysko-otmuchowskiego. Biskupom wrocławskim zależało na tym, by ożywić życie gospodarcze na ich ziemiach. W wieku XIII prowadzą kolonizację tych ziem przez osadników niemieckich. Osadnictwo zaczął biskup Wawrzyniec. Kontynuują je Tomasz I i Tomasz II Zaremba.
Pod niemieckim i flamandzikim prawem osiedleńczym znalazła się też i Jasienica. Od 
lokatora Herrmanna wieś otrzymała swoją nazwę. Po łacinie brzmiała ona Hermanni villa, zaś w języku osadników Herrmannedorf, później Hermsdorf a następnie Nieder Hermsdorf. Dokumenty poświadczające te fakty pochodzą z 30 września 1282 roku.
Pod koniec II wojny światowej wieś została częściowo zniszczona. 
Toczyły się tutaj walki związane ze zdobywaniem Nysy. Zniszczeniu uległ dach i wieża kościoła, kilka domów, został uszkodzony budynek obszarnika Scholtza. 
Jasienica Dolna została zdobyta przez wojska radzieckie 17 marca 1945 roku.
W roku 1945 przybyli do Jasienicy polscy osadnicy. Przyjechali w kilku grupach, różnymi transportami, z różnych okolic Polski:
- z okolic Sosnowca częściowo zapoznani z pracą górnika, a pochodzący ze wsi
- liczna grupa z Żywieckiego
- grupa z Lubelskiego
- repatrianci ze wschodu
- byli żołnierze Wojska Polskiego.

Grupa była różnorodna. Pochodziła z różnych okolic Polski, z różnymi tradycjami, z różnicami w dialekcie, co z początku dzieliło ludzi.
Ważniejsze daty
- wrzesień 1945 – rozpoczęcie nauki w Szkole Podstawowej – naukę rozpoczęło 115 uczniów
- 1947 – powstaje kino wiejskie (już nie istnieje)
- 1949 – założono radiowęzeł
- 1947 – powstaje biblioteka publiczna
- 1953 – powstaje wiejski ośrodek zdrowia
- 1959 – inauguracja linii PKS

W latach 1945–1954 i 1973–1975 Jasienica Dolna należała i była siedzibą gminy Jasienica Dolna. W latach 1954–1972 wieś należała i była siedzibą władz gromady Jasienica Dolna. 

## Instytucje wiejskie
We wsi znajdują się:
- Ludowy Zespół Sportowy „METEOR” Jasienica Dolna
- Publiczna szkoła podstawowa
- Kościół parafialny pod wezwaniem św. Marcina
- Remiza OSP

W Jasienicy Dolnej urodził się i uczył śląski poeta i pisarz Paul Barsch (1860–1931).